# Cú đấm móc

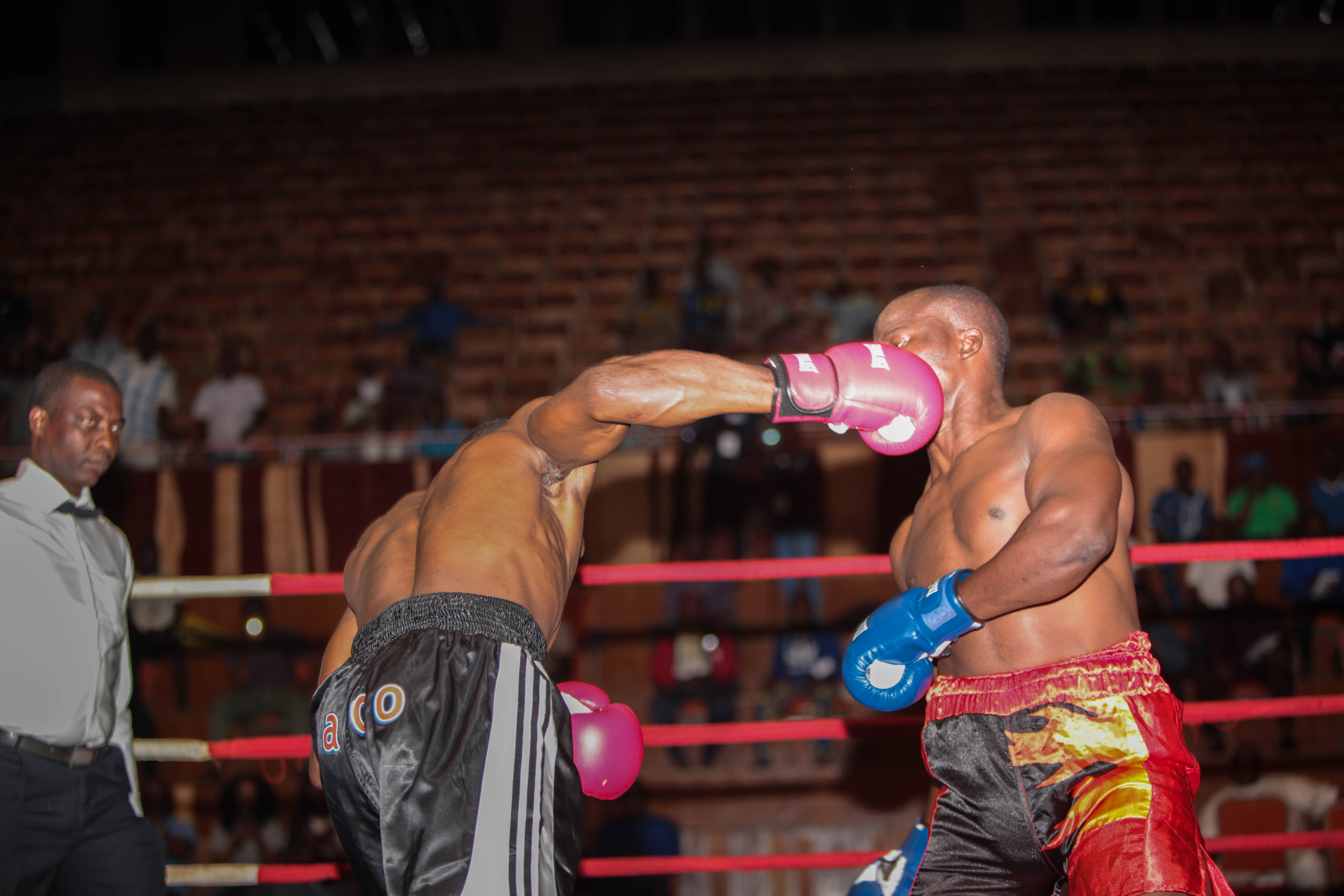
Một cú móc ngang vào mặt khi cận chiến trong tình huống đối thủ áp sát

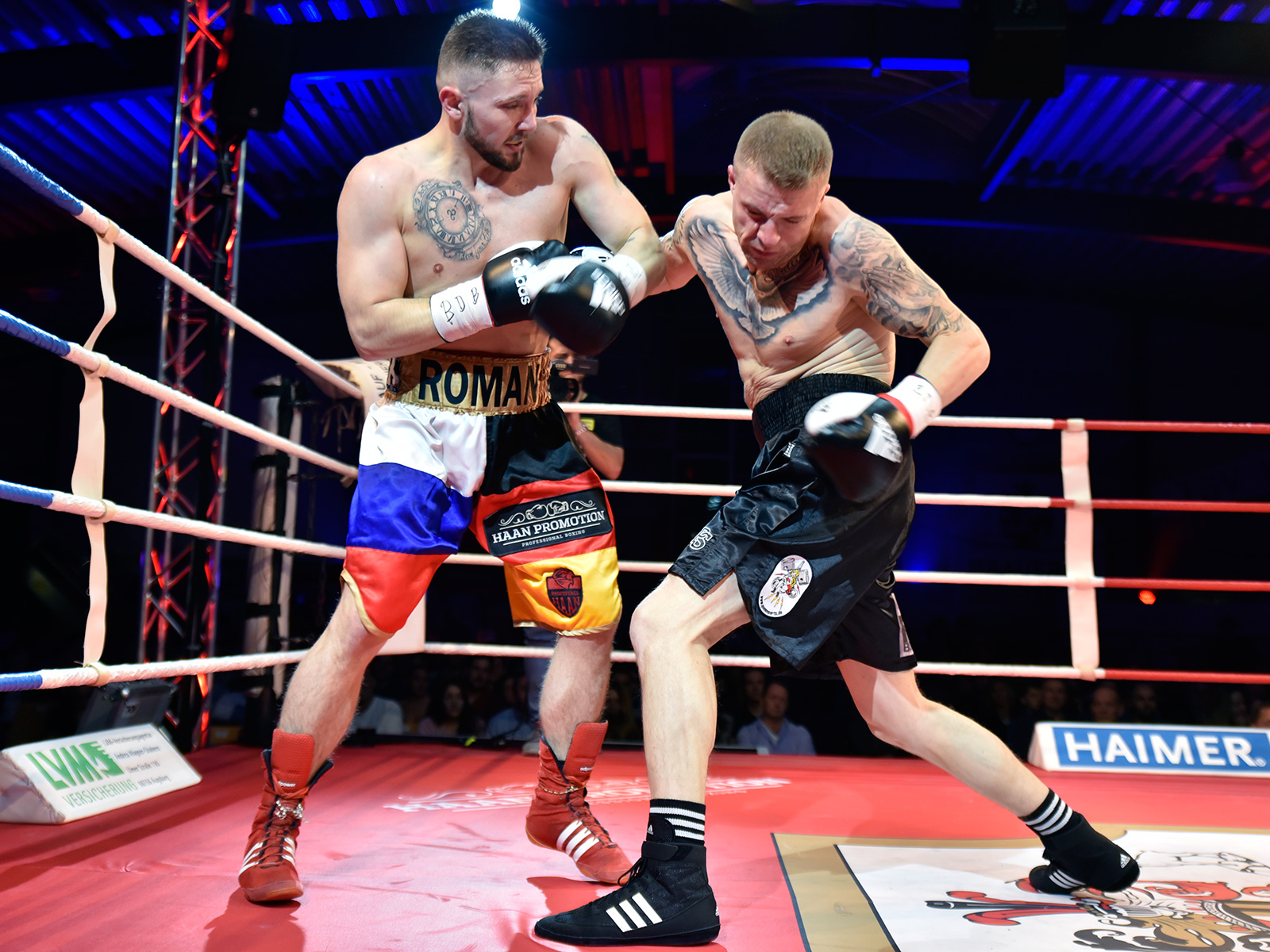
Một cú đấm móc ngang bằng tay trước vào vùng mặt trong một trận đấu đấm bốc

Cú đấm móc (Hook) hay còn gọi là cú móc ngang hay cú tạt ngang là một đòn đấm trong môn quyền Anh. Cú đấm móc được thực hiện bằng cách xoay người (xoay cơ lõi) và phần lưng kết hợp vung cánh tay ngang, được uốn cong ở một góc gần hoặc 90 độ để vòng theo một cung ngang vào đối thủ với điểm tiếp xúc là mu bàn tay nắm đấm. Đòn đấm móc thường nhắm vào quai hàm, nhưng nó cũng có thể được sử dụng đập vào phần thân trên, với những cú thọc vào mạn sườn làm chấn động đến gan lách. Đòn đấm móc có thể được tung ra bằng tay trước hoặc tay sau. Khi tung một cú móc, tay đấm sẽ chuyển trọng tâm cơ thể sang chân dậm, cho phép anh ta xoay chân trụ và tạo ra động năng thông qua lực xoay hông, thân và vai, võ sĩ sẽ vung nắm đấm dẫn theo chiều ngang về phía đối thủ. Việc xoay chân, vặn người làm tăng sức mạnh của cú đấm móc. Đòn đấm móc là một cú đấm mạnh với sức mạnh hạ gục.
Cú đấm số 3 là một cú đấm móc ngang nửa vòng tròn được tung ra bởi tay trước hướng đến phía bên đầu của đối phương. Bắt đầu từ vị trí thủ thế thì lúc này khuỷu tay được thu lại bằng nắm đấm nằm ngang, lòng bàn tay hướng xuống (theo phong cách truyền thống cũng như phong cách Cuba và phong cách Liên Xô), mặc dù trong thời hiện đại, một số lượng lớn các võ sĩ đấm móc bằng nắm đấm thẳng đứng, lòng bàn tay hướng về phía mình (theo phong cách kiểu Mỹ). Tay sau gài chắc vào quai hàm để bảo vệ cằm. Thân và hông được xoay theo chiều kim đồng hồ, nhô vai, đẩy nắm đấm qua một vòng cung kín kẽ, theo chiều kim đồng hồ qua phía trước cơ thể và kết nối với mục tiêu. Đồng thời khi đấm móc thì bàn chân dậm dẽ quay theo chiều kim đồng hồ, quay gót chân dậm hướng ra ngoài. Khi tiếp xúc, đường tròn của vòng kết thúc đột ngột và tay đánh được kéo nhanh chóng trở lại vị trí phòng thủ. Một cú móc ngang cũng có thể nhắm vào phần thân dưới và kỹ thuật này đôi khi được gọi là "rip" để phân biệt với kiểu đấm móc thông thường nhắm vào đầu.
Đòn đấm móc cũng có thể được tung ra bằng tay phía sau. Võ sĩ có sở trường đấm móc trái đáng chú ý có thể kể tới Joe Frazier, Roy Jones Jr. và Mike Tyson. Các biến thể của đòn này là cú móc xẻng (Shovel hook) hoặc móc trên (Upper-hook) là những cú đấm vào thân kết hợp các đặc điểm của cả cú móc tầm trên. Các tư thế đứng tấn khác nhau cho phép trọng lượng cơ thể được định vị và là yếu tố căn bản để tung đòn bằng các cú đấm, cộng với tư thế cúi người cho phép trọng tâm cơ thể được định vị hướng về phía trước với chân trái bước dồn lên trên. Nếu tung cú đấm móc trái từ vị trí này thì tạo ra một động tác đàn hồi mạnh mẽ ở chân trái, kết hợp lại thành một cú đấm bùng nổ hơn. Tuy nhiên, động tác đấm móc ngang này không thể tối ưu hóa lực nếu tay đấm trong tư thế thẳng đứng hoặc nếu trọng lượng cơ thể được dồn chủ yếu trên chân sau. Mike Tyson là một võ sĩ có sở trường ở tư thế cúi người để có trọng tâm thấp và phong cách tung những cú đấm móc đầy uy lực này. Vị trí sẵn sàng của trọng tâm cơ thể đặt trên chân trụ đang dồn xuống để tung đòn như một chiếc lò xo nén lại rồi bung ra hết cỡ Một số võ sĩ quyền anh nổi tiếng với những cú đấm móc như Joe Frazier, Bob Foster, Jack Dempsey, Henry Cooper, David Tua, Tommy Morrison, Rubén Olivares, Félix Trinidad, Andy Lee, Sam Hyde và tay đấm thép Mike Tyson với những cú đấm móc ngang mạnh như búa bổ.

## Kỹ thuật

Động tác đấm móc ngang

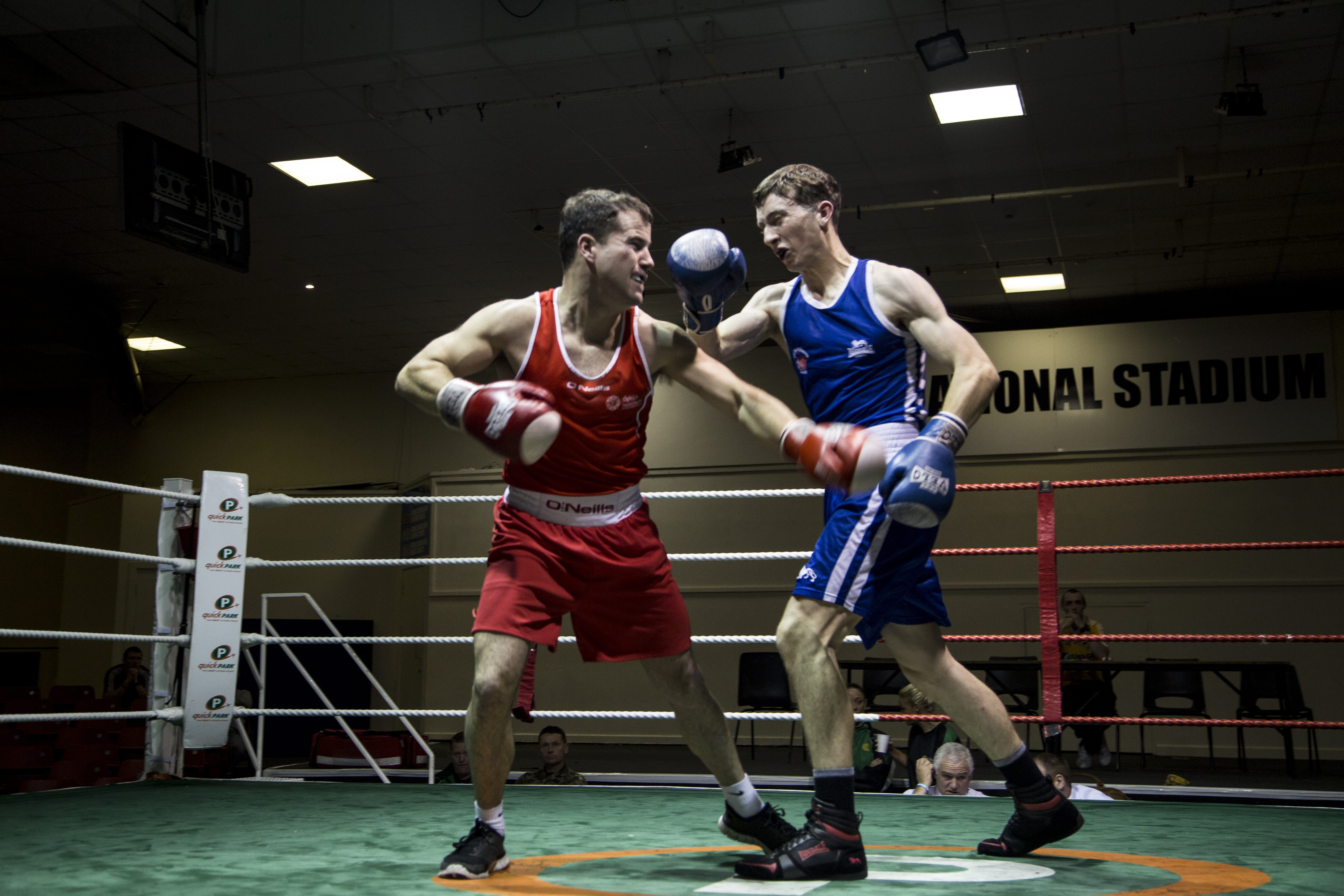
Một cú phản đòn bằng tình huống áp sát và tung ra cú móc tay phải cự ly ngắn

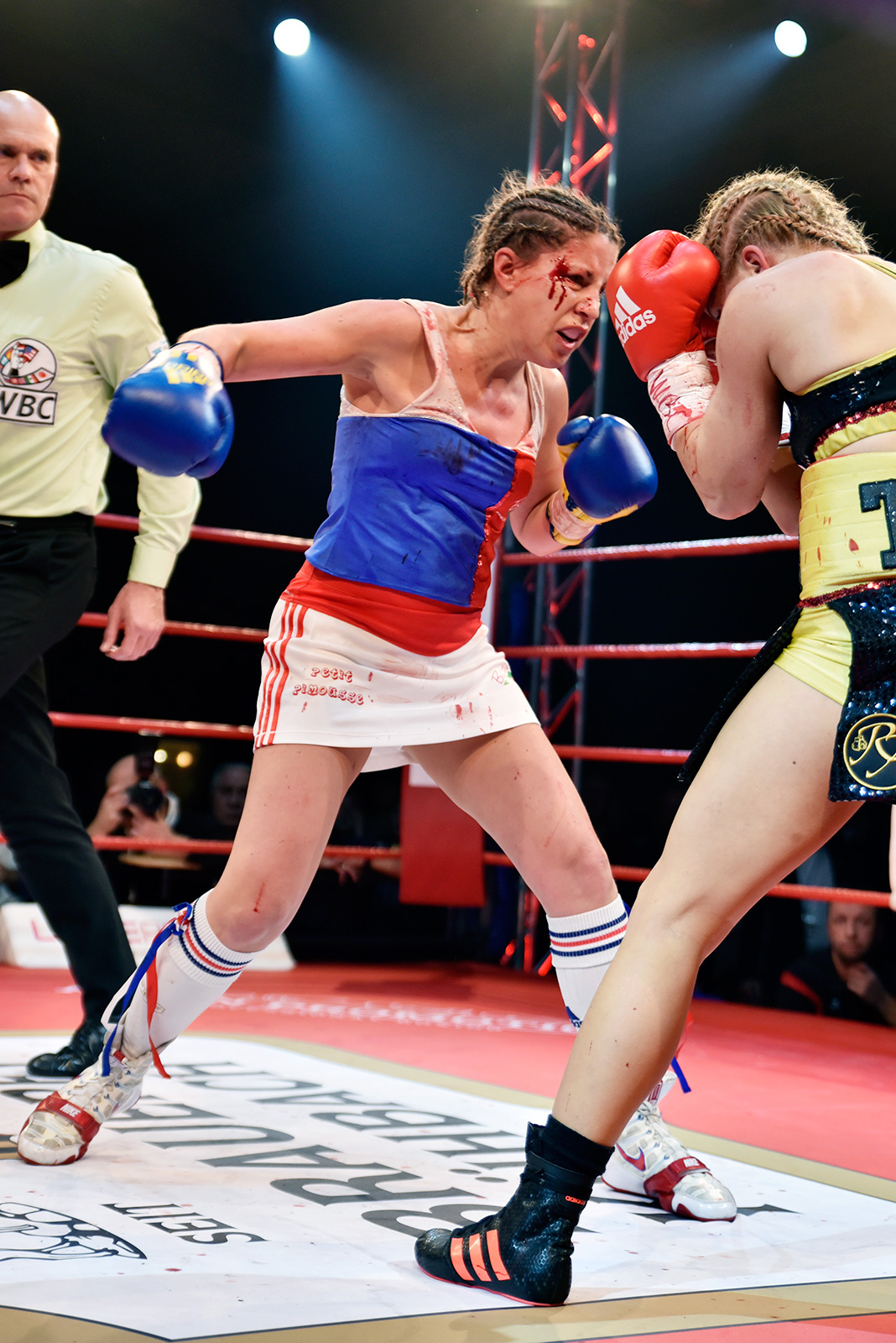
Một pha dạng chân dồn trọng tâm để tung ra cú đấm móc bằng tay sau (một cú tạt ngang) để phá thế thủ khi đối phương đang bo găng

Cú đấm móc được thực hiện với cánh tay gập lại ở khuỷu tay tạo thành một góc 90 độ. Khi tấn công vào đầu đối thủ, cẳng tay của võ sĩ sẽ song song với mặt đất, tạo ra một bề mặt phẳng ở phía trước. Bí quyết để thực hiện cú móc hiệu quả nằm ở sự kết hợp giữa chuyển động xoay của bàn chân và chuyển động xoay của hông và thân trên. Điều này cho phép võ sĩ sử dụng trọng lượng cơ thể của mình để tăng cường lực đấm khi xoay người. Khi thực hiện chính xác, cú đấm móc có thể tạo ra một trong những đòn đánh mạnh mẽ. Cú đấm móc từ tay sau được thực hiện với cánh tay uốn cong một góc 90 độ và cẳng tay song song với mặt đất. Khi thực hiện cú đấm, võ sĩ sẽ xoay phần thân trên để tối ưu hóa sức mạnh của cú đấm. Cú đấm móc bằng tay sau thường được sử dụng hiệu quả trong các tình huống gần. Với tính chất chặt chẽ của cú đấm này, nó cần phải có đủ khoảng cách để chạm vào đối thủ, điều này cũng làm cho nó có phần chậm hơn so với cú đấm móc trước. Tuy nhiên, sức mạnh của cú đấm móc từ tay sau thường vượt trội hơn so với cú đấm móc từ tay trước.
Cú đấm móc chì là một trong những kiểu đấm móc trong đấm bốc được thực hiện giống như cú đấm móc từ tay sau, nhưng sử dụng tay trước với sự linh hoạt của cú đấm này thường được sử dụng ở cuối các chuỗi đòn như một cú đấm bồi. Cú móc chì để làm đối thủ mất cảnh giác khi được tung ra như một đòn mở màn (đòn thăm dò). Khi giữ cánh tay gần cơ thể cho đến khi thực hiện cú xoay người, đòn đánh này sẽ trở nên khó đoán hơn. Mặc dù cú đấm bằng tay trước thường thiên về tốc độ hơn sức mạnh, một cú móc chì được thực hiện đúng cách có thể kết hợp cả hai yếu tố, nhờ vào lực từ chân và hông. Cú đấm móc xẻng (Shovel hook) là một kỹ thuật phá thế thủ. Cú đấm móc xẻng ra đời từ những người thợ làm mỏ chuyên xúc đất, công việc của họ thường xuyên làm động tác xúc đất bằng xẻng từ đó họ chế ra cú đấm móc xéo (móc xẻng) để tận dụng lực đẩy xéo người người quen thuộc khi dùng xẻng xúc đất. Đòn móc xẻng được thực hiện theo một góc chéo, cú đấm này nằm giữa cú cắt trên và cú móc chuẩn, bắt đầu bằng cách kéo tay về phía sau, tương tự như tư thế chuẩn bị của một cú đấm, sau đó, tung ra cú đấm thẳng lên trên để phá thủ. Một trong những lỗi phổ biến khi thực hiện kiểu đấm móc là tư thế đứng tấn không vững chãi, không giữ thăng bằng nên cú đấm không có lực do đó cần giữ lưng thẳng, đầu gối hơi khuỵu và chân rộng bằng vai. Đấm sai mục tiêu khi đấm móc do thiếu tập trung hoặc kỹ năng sẽ làm cú đấm không trúng đích (đấm sượt), sức mạnh và hiệu quả của cú đấm giảm đi.